# MŠHK Prievidza
Le MŠHK Prievidza est un club de hockey sur glace de Prievidza en Slovaquie. Il évolue dans la 1.liga, le second échelon slovaque.

## Historique
Le club est créé en 1954.

## Palmarès
- Aucun titre.